# 馬斯特霍爾特湖

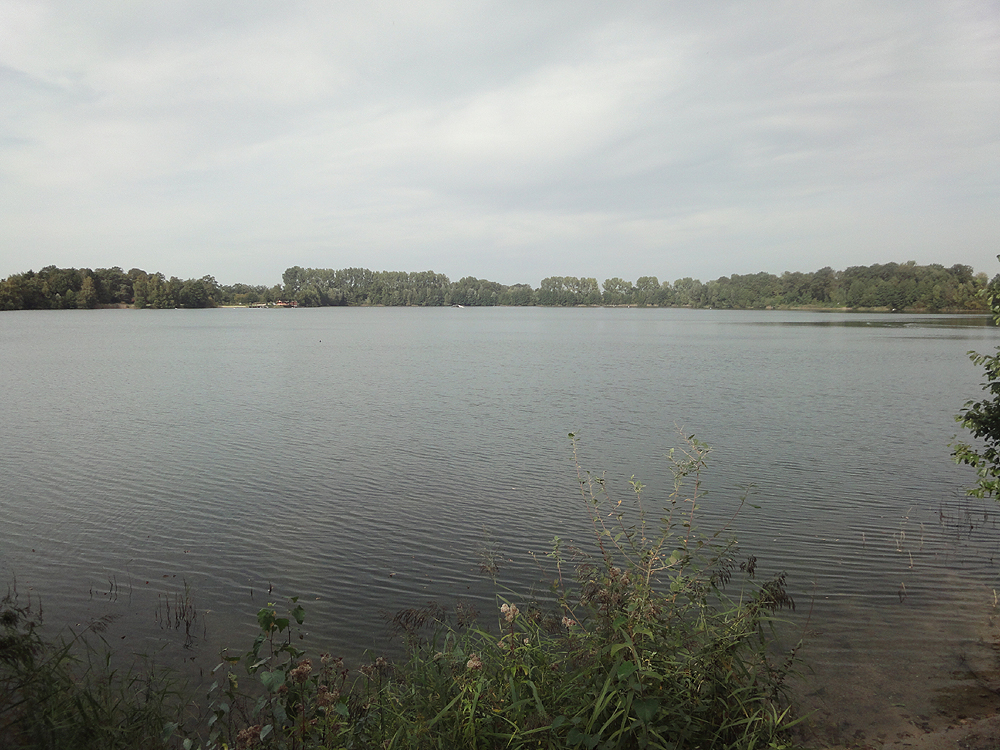

51°45′12″N 8°24′33″E / 51.75333°N 8.40917°E
馬斯特霍爾特湖（德語：Mastholter See），是德國的湖泊，位於該國西部，由北萊茵-威斯特法倫州負責管轄，處於里特貝格以東，長0.7公里、寬0.5公里，面積0.27平方公里，海拔高度77米。